# Frente Mullah Dadullah
El Frente Mullah Dadullah, también conocido como el Mullah Dadullah Lang Allegiance o el Mullah Dadullah Mahaz, es un grupo insurgente en Afganistán que se ha atribuido la responsabilidad de una serie de atentados y asesinatos centrados en Kabul.

## Trasfondo
Mullah Dadullah Akhund era un comandante militar talibán asesinado en 2007. Según Bill Roggio del Long War Journal, Dadullah se había unido a los talibanes en 1994, pero algunos miembros de esa organización lo desaprobaron por su brutalidad durante la guerra civil afgana. Tras la invasión de Afganistán dirigida por Estados Unidos en 2001, Dadullah dirigió a las fuerzas talibanes en el sur de Afganistán. Funcionarios militares estadounidenses declararon que Dadullah hizo uso de atentados suicidas con bombas en la lucha de los talibanes contra las fuerzas gubernamentales estadounidenses, de la OTAN y afganas, y abrazó la ideología radical de al-Qaeda, rechazada por otros líderes del Talibán. Dadullah fue asesinado por fuerzas especiales británicas en la provincia de Helmand en 2007. El Frente Dadullah, aparentemente nombrado en su honor, comenzó a operar en el sur de Afganistán, incluidas las provincias de Kandahar, Helmand y Uruzgan, bajo el liderazgo del hermano menor de Dadullah, Mansoor Dadullah. El nivel de independencia del grupo de los talibanes no estaba claro.

## Operaciones
Funcionarios militares y de inteligencia de EE. UU. Afirmaron en una etapa que el Frente Dadullah estaba dirigido por Mullah Abdul Qayoum Zakir, también conocido como Abdullah Gulam Rasoul, un ex detenido de la bahía de Guantánamo que fue liberado en 2007. El Frente Dadullah se atribuyó la responsabilidad del asesinato el 14 de mayo de 2012 del Alto Ministro de Paz afgano, Mullah Arsala Rahmani, quien recibió un disparo en el tráfico dentro de Kabul. El portavoz Qari Hamza, en declaraciones al Express Tribune, declaró que el Frente Dadullah "atacaría y eliminaría" a todas las personas que permitan "la ocupación [no musulmana] de Afganistán".
Rahmani fue el segundo ministro de Paz asesinado en el año, tras el asesinato de Burhanuddin Rabbani por un terrorista suicida el 20 de septiembre de 2011. El Frente Dadullah también se atribuyó la responsabilidad de ese asesinato. anto Rahmani como Rabbani habían sido responsables de organizar las conversaciones de paz en curso entre los talibanes y el gobierno de Karzai en Afganistán. Funcionarios estadounidenses y afganos han declarado que el Frente Dadullah estaba intentando descarrilar las negociaciones de paz que estaban en curso con los talibanes.
Las personas que decían representar al grupo se pusieron en contacto con varios funcionarios afganos en mayo de 2012, incluido el representante de la provincia de Zabul, Dawood Hasas, y amenazaron con tomar represalias si votaban a favor de una "asociación estratégica" negociada entre Hamid Karzai y el presidente estadounidense Barack Obama.

## Relación con el Talibán
Los funcionarios de inteligencia afganos han descrito al Frente Dadullah como afiliado a los talibanes. Los portavoces de los talibanes negaron cualquier relación con el Frente, y afirmaron que el grupo era una creación de la agencia de inteligencia afgana, la Dirección Nacional de Inteligencia.
Tras el anuncio de agosto de 2015 de que Akhtar Mansour había sucedido al difunto Mullah Omar como líder de los talibanes, Dadullah se negó a apoyarlo, lo que provocó meses de enfrentamientos entre sus fuerzas en la provincia de Zabul, que resultaron en la muerte de Dadullah y muchos de sus partidarios en noviembre de 2015. En agosto de 2016, el Frente Dadullah anunció al mulá Emdadullah Mansoor, sobrino de Dadullah, como su nuevo líder y amenazó con vengarse de los talibanes
El grupo se ha relacionado con otro grupo disidente de los talibanes, Fidai Mahaz, pero se cree que los grupos están separados.